# Neo Geo Pocket

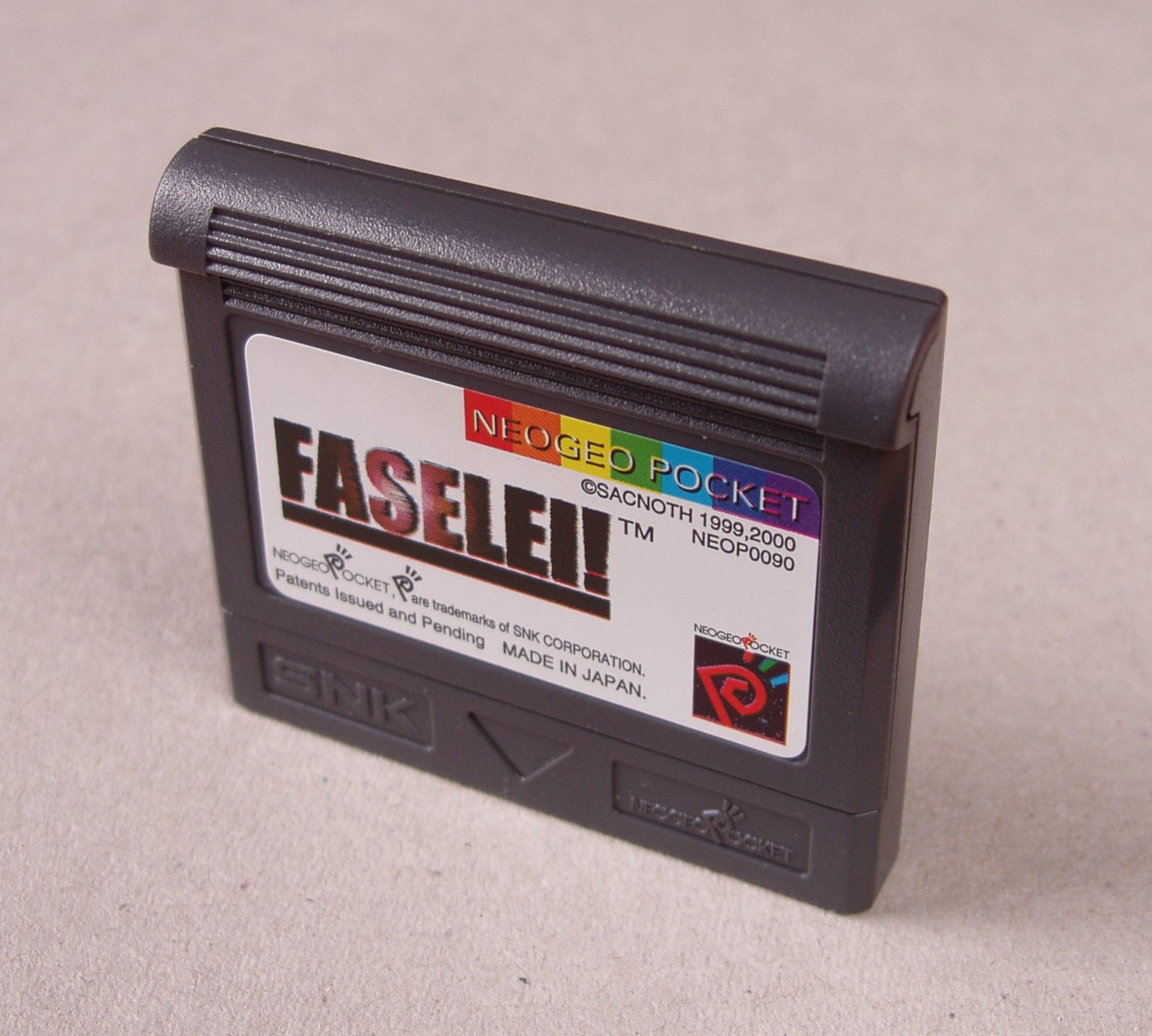
Spielmodul von Faselei! für den Neo Geo Pocket

Das Neo Geo Pocket ist eine Handheld-Konsole von SNK, die 1998 in Japan auf den Markt gebracht wurde. 1999 wurde die Produktion eingestellt und das Neo Geo Pocket Color angekündigt, da das Neo Geo Pocket mit Schwarzweißbildschirm sich schlechter verkauft hatte als erwartet.
SNK hatte sich im Spielhallenbereich einen Namen gemacht und verfügte daher über einige interessante hauseigene Lizenzen. Manche dieser Titel wurden damals ausschließlich für das Neo Geo Pocket umgesetzt, waren also im Handheld-Bereich exklusiv für dieses System erhältlich. Deshalb bot das System trotz seiner kurzen Lebenszeit beliebte Titel, darunter einige Spiele der Samurai-Shodown- und King-of Fighters-Reihe.
Um die Käufer des kurzlebigen Neo Geo Pocket nicht zu verärgern, entschloss man sich zur Implementation eines Schwarzweißmodus in vielen der Spiele für das Neo Geo Pocket Color. Bis auf einige Ausnahmen ist das Nachfolgesystem Neo Geo Pocket Color zu den Spielmodulen für das Neo Geo Pocket abwärtskompatibel.

## Technische Daten
- 16 bit TOSHIBA TLCS-900H CPU (System-on-a-Chip des Z80)
- 32bit/16-bit register bank configuration @ 6,144 MHz
- Virtual screen 256 × 256 - 16 palettes/plane, 64 sprites/frame
- Z80 8-bit Sound-CPU
- 12 bit DAC & 6 psg tone simultaneous output
- I/O serial SIO 1 channel 19200 bit/s